# Anna Bonfrisco

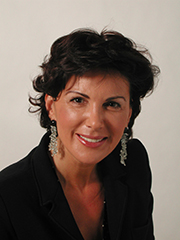
Anna Bonfrisco (2018)

Anna Cinzia Bonfrisco (geboren am 12. Oktober 1962 in Riva del Garda) ist eine italienische Unternehmerin und Politikerin (Lega). Bonfrisco war von 2006 bis 2018 italienische Senatorin; seit der Europawahl 2019 ist sie Mitglied des Europäischen Parlaments als Teil der ID-Fraktion.

## Leben

### Ausbildung
Bonfrisco wurde in Riva del Garda, in der Provinz Trient, geboren, lebt aber in Peschiera del Garda in der Provinz Verona. Sie studierte Erziehungswissenschaften. Von 1994 bis 2000 leitete sie den Verlag Progei Editori, von 2001 bis 2006 das Unternehmen Proteo Spa. Von 2004 bis 2006 war sie als Lehrkraft an der Universität La Sapienza in Rom tätig.

### Erste politische Aktivitäten in der PSI
Bonfrisco trat bereits in jungen Jahren der Sozialistischen Partei Italiens (PSI) bei und gehörte der Strömung der „Craxianer“ an. Von 1988 bis 1992 war sie Mitglied des Gemeinderats ihrer Heimatstadt Riva del Garda. Im Jahr 1992 wurde sie im Zusammenhang mit Korruptionsvorwürfen an Arbeiten der Autobahn Serenissima und dem Verkauf der Veroneser Molkerei Centrale del latte di Verona für 12 Tage verhaftet, aber rechtskräftig freigesprochen. 1994 verließ sie die Sozialistische Partei Italiens.

### Aufstieg in den Senat (2006 bis 2019)
Für mehr als ein Jahrzehnt entfernte sich Bonfrisco aus dem politischen Leben, bis sie 2004 als Mitglied der Partei Forza Italia in die Politik zurückkehrte, mit der sie später, 2009, die Partei Il Popolo della Libertà mitbegründete. 2004 kandidierte sie bei den Europawahlen erstmals erfolglos auf dem 9. Listenplatz im Europawahlkreis Nordwestitalien fürs Europaparlament, ihre Partei, die Forza Italia, errang jedoch mit 24,5 Prozent (minus 5 Prozent) nur fünf der 20 Mandate im Wahlkreis. Im Jahr 2006 wurde sie zum ersten Mal in den Senat gewählt (15. Legislaturperiode). In der Legislatur war sie Mitglied des Haushalts- und des EU-Ausschusses. Am 14. Juli 2007, während der Beratungen des Senats über die Mastella-Reform des Justizsystems, griff Bonfrisco den Senator Gerardo D’Ambrosio (L’Ulivo) an und schrie: „Du bist ein Mörder! Du bist ein Verbrecher! Heute ist dein Tag!“ (“Sei un assassino! Sei un criminale! Oggi è il tuo giorno!”)
Sie kandidierte 2008 (16. Legislatur) und 2013 (17. Legislatur) erfolgreich auf dem Ticket der Il Popolo della Libertà zur Wiederwahl an. Im November 2013 trat sie der wiedergegründeten Forza Italia bei. Sie war Teil des sogenannten „Fittianischen Flügels“ (corrente fittiana), die den Regierungschef Silvio Berlusconi kritisierte; sie verließ im Juni 2015 die Forza Italia. Bonfrisco schloss sich der neuen Kleinpartei Conservatori e Riformisti, deren Fraktionsvorsitzende im Senat sie wurde. Im Dezember 2016 verließ sie die Conservatori e Riformisti und schloss sich offiziell der Liberalen Partei Italiens an, weswegen sie am 28. Februar 2017 die Fraktion Conservatori e Riformisti verließ und sich der Gemischten Fraktion anschloss. Am 25. Mai 2017 verließ sie die gemischte Fraktion und trat als Mitglied der PLI in die neu gegründete Fraktion „Federazione della Libertà (IDeA-Popolo e Libertà, PLI)“ ein, deren stellvertretende Vizepräsidentin sie wurde.
Im Dezember 2017 wurde sie im Rahmen einer politischen Vereinbarung mit der PLI von der Lega für die Parlamentswahlen 2018 nominiert; sie wurde als Senatorin zum vierten Mal (für die 18. Legislaturperiode des Senats) in Folge gewählt, sie gewann ein Mandat im Wahlkreis Latium. Im Juni 2017 ermittelte die Staatsanwaltschaft Verona gegen Bonfrisco wegen Korruption im Fall Consorzio Energia Veneto. Sie sollte im Austausch für Geld und andere Vorteile, mit gesetzgeberischen Interventionen Gaetano Zoccatelli, den Direktor des Energiekonsortiums, begünstigt haben. Das Verfahren endete mit einem Freispruch für Zoccatelli.

### Wechsel ins Europaparlament (2019)
2019 nominierte die Lega Bonfrisco für den sechsten Listenplatz für die Europawahl 2019 im Europawahlkreis Zentralitalien. Die Lega gewann in dem Wahlkreis haushoch 41 Prozent (plus 31 Prozent) 7 der 15 Mandate, sodass Bonfrisco direkt einzog; sie selbst gewann 39.411 Vorzugsstimmen. Sie gab ihr Mandat im italienischen Senat auf, ihr folgte Kristalia Rachele Papaevangeliu. Im Europäischen Parlament schloss sie sich der neugegründeten, rechtsextremen ID-Fraktion an. Für die Fraktion ist sie Mitglied im Ausschuss für auswärtige Angelegenheiten und im Haushaltsausschuss. Des Weiteren ist sie stellvertretendes Mitglied im Unterausschuss für Sicherheit und Verteidigung.

### Privat
Im Juni 2010 heiratete sie im Rathaus von Pastrengo Stefano Ciccardini, einen leitenden Angestellten der Poste Italiane.